# Protector de pantalla

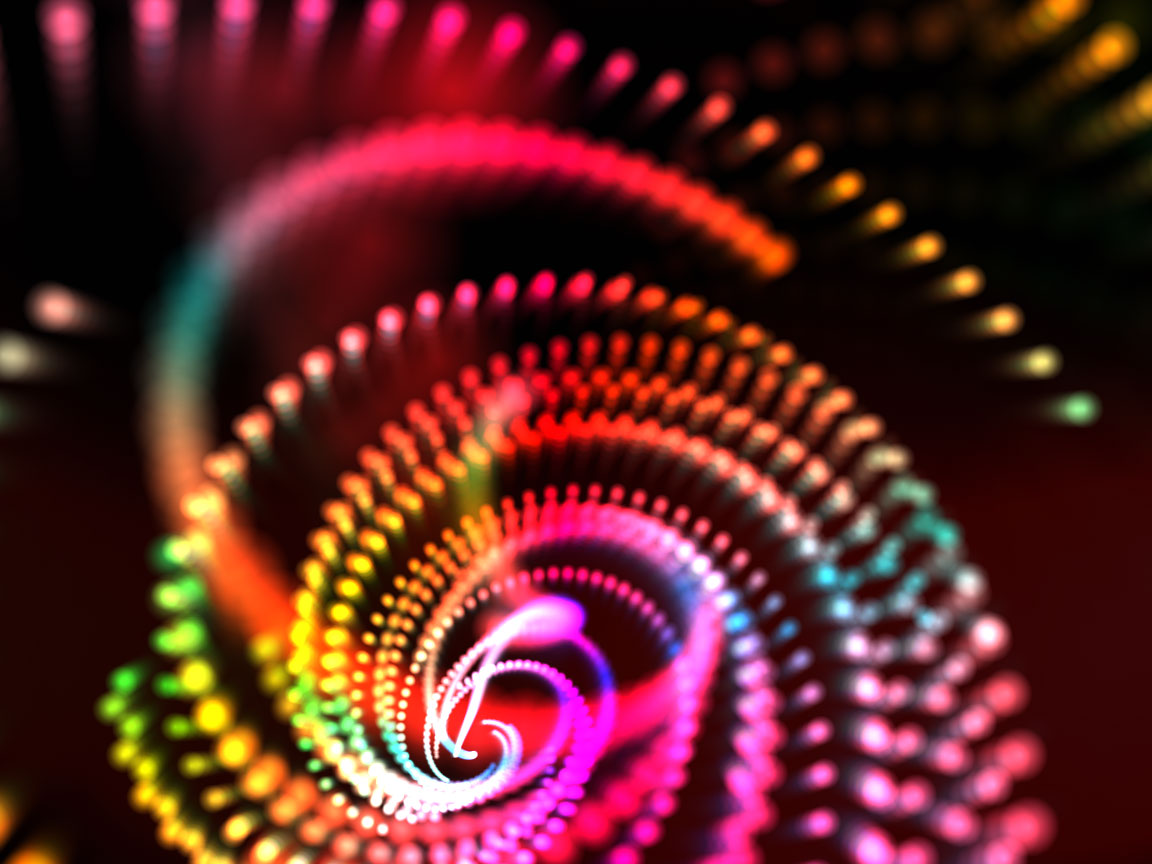
Protector de pantalla "Solar Winds"

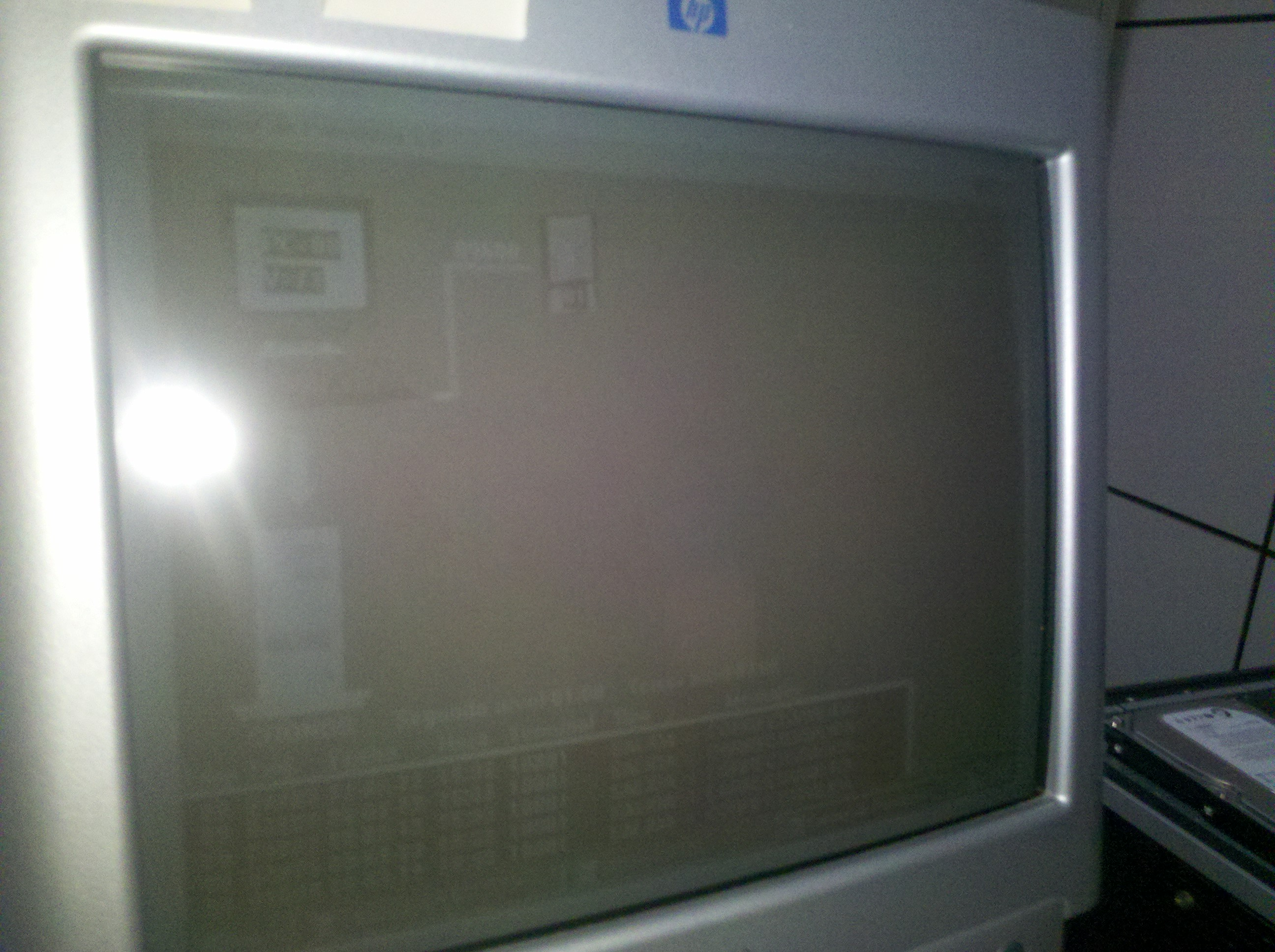
Monitor CRT que a pesar de estar apagado se aprecia grabado permanente por haber mostrado una imagen estática durante un largo período

El protector de pantalla, salvapantallas o cubre pantallas es un programa informático diseñado para conservar la calidad de imagen de los monitores de tubo de rayos catódicos que no podían apagarse por software, y dejan imágenes en movimiento cuando la computadora no se está usando. También se utiliza para ahorrar energía en el momento que se deja de usar el equipo o computadora. Así, si no se pulsa ninguna tecla ni se mueve el ratón en un período preestablecido, el protector de pantalla entra en acción. Hoy en día, los protectores de pantalla se utilizan principalmente por diversión, ya que los monitores de tubo de rayos catódicos están desfasados y las pantallas de cristal líquido, además de que puede apagarse a través de un software, no se degradan por dejar una imagen fija permanentemente.

## Historia
El protector de pantalla se desarrolló originalmente para prevenir un grabado permanente de la imagen en la pantalla. En los monitores antiguos este fenómeno ocurría frecuentemente tras la exposición de una imagen durante un largo período, lo que hacía que los electrones de los rayos producidos por el monitor incidieran en el mismo punto durante mucho tiempo y produjeran la pérdida de color en la zona. El protector de pantalla evita este problema ya sea blanqueando la pantalla completamente o mostrando imágenes o texto para que zonas específicas del monitor queden sin refresco de pantalla.
Además de proteger las pantallas, los protectores de pantalla sirven para ejecutar tareas en segundo plano manteniendo el equipo encendido, con lo que evitan que se pierda potencia de procesamiento. Por ejemplo, permiten ejecutar antivirus o colaborar con proyectos de computación distribuida.
El protector de pantalla puede configurarse de manera tal que, para cerrarlo, se solicite una contraseña, y se proteja así el trabajo.